# Strömma, Värmdö kommun

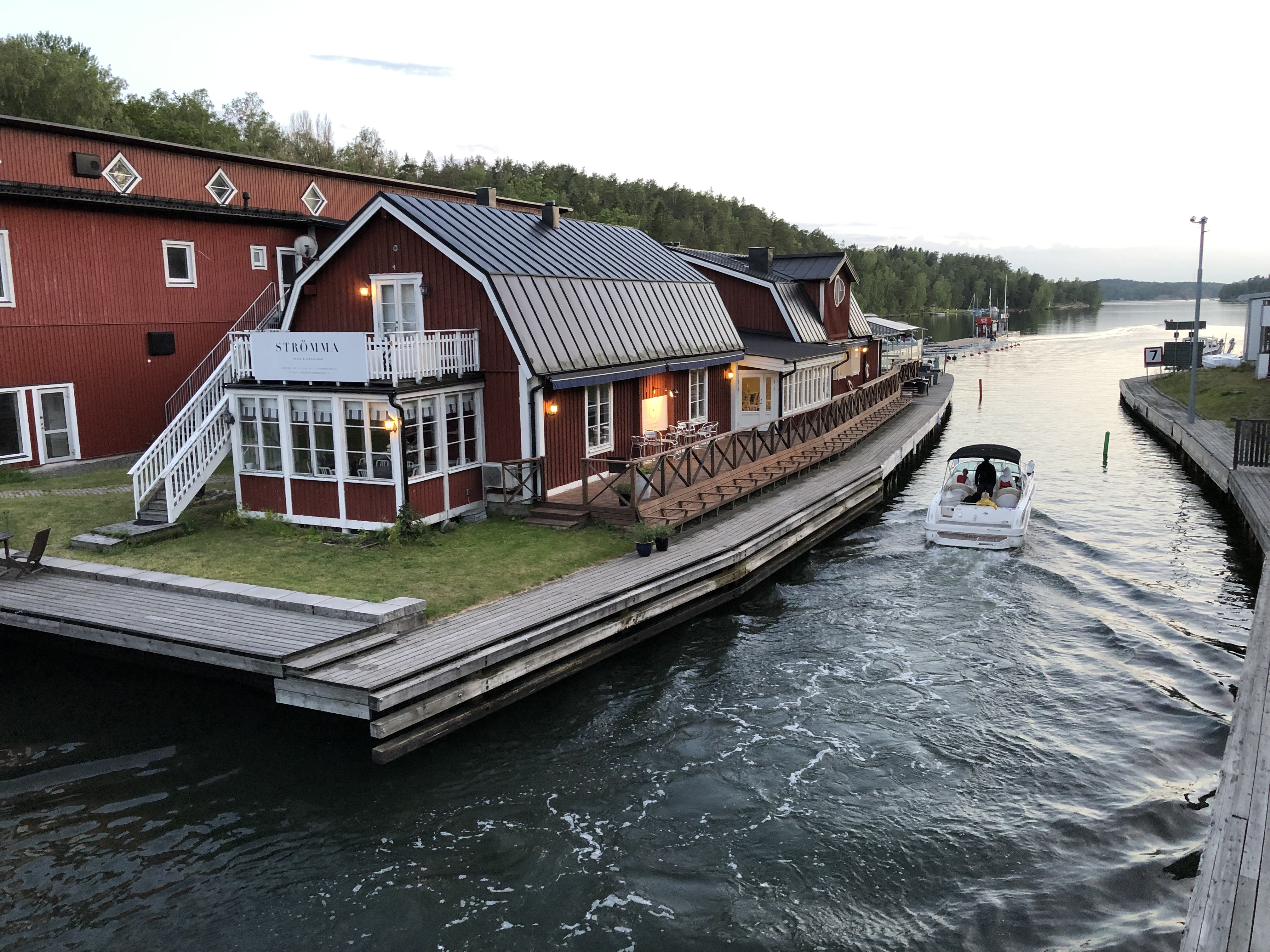
Strömma kanal och Strömma krog fotograferat västerut från kanalbron

Strömma är en tätort i Värmdö kommun i Stockholms län. Orten ligger runt bron där Värmdöleden passerar Strömma kanal från Värmdölandet till Fågelbrolandet. Vid kanalen finns även restauranger, butiker, fritidsbåtvarv och en sjömack. Bebyggelsen utgörs i stort sett endast av villor, varav de flesta ursprungligen varit sommarstugor men nu bebos permanent. Med buss trafikeras Strömma av linjerna 432, 433 och 434 via hållplatserna Strömmadal och Strömma Kanal.

## Befolkningsutveckling
| Befolkningsutvecklingen i Strömma 1990–2020                               | Befolkningsutvecklingen i Strömma 1990–2020 | Befolkningsutvecklingen i Strömma 1990–2020 | Befolkningsutvecklingen i Strömma 1990–2020 | Befolkningsutvecklingen i Strömma 1990–2020 |
| ------------------------------------------------------------------------- | ------------------------------------------- | ------------------------------------------- | ------------------------------------------- | ------------------------------------------- |
|                                                                           |                                             |                                             |                                             |                                             |
| År                                                                        |                                             |                                             | Folkmängd                                   | Areal (ha)                                  |
| 1990                                                                      | 1990                                        |                                             | 297                                         | 172#                                        |
| 1995                                                                      | 1995                                        |                                             | 400                                         | 225#                                        |
| 2000                                                                      | 2000                                        |                                             | 479                                         | 225#                                        |
| 2005                                                                      | 2005                                        |                                             | 516                                         | 234                                         |
| 2010                                                                      | 2010                                        |                                             | 579                                         | 232                                         |
| 2015                                                                      | 2015                                        |                                             | 2 468                                       | 710                                         |
| 2020                                                                      | 2020                                        |                                             | 2 622                                       | 708                                         |
| Anm.: Ny tätort 2005. Sammanvuxen med Skeppsdalsström 2015. # Som småort. |                                             |                                             |                                             |                                             |